# Nスポ!
Nスポ!は、日本放送協会 (NHK)が2016年から体育の日を中心にした3連休の期間に開催するスポーツ体験型イベントである。
同イベントは2020年7月から9月にかけて行われる東京オリンピック・東京パラリンピックの開催機運を高め、スポーツに対する関心を深めてもらうことを目的に開催されるもので、NHK放送センター敷地内でのアトラクション（デモンストレーション、体験イベント）、及びみんなの広場ふれあいホール、ラジオセンター505スタジオでの公開収録などを実施する。

## 2016年度
- 会期　10月9日・10日
- 会場　NHK放送センター(渋谷区)・六本木ヒルズ(港区)
- 主なイベント
  - オープニング・「Nスポ!ライブ2016」（10月9日12:15-14:00 FM放送公開生放送=正面玄関）
  - 「ごごラジ!」柔道Live@Nスポ!（10月9日 公開収録・後日ラジオ第1左記番組にて放送予定=正面玄関）
  - 「語りの劇場 グッとライフ」〜Nスポ2016スペシャル（10月9日 公開収録・後日ラジオ第1左記番組にて放送予定=505スタジオ）
  - 「らじらー!」inNスポ!（10月10日 11:05頃-11:50ラジオ第1公開生放送=505スタジオ）
  - 「なわとびかっとび王選手権2016」（少人数部門決勝コンクール）（10月10日 公開収録・後日Eテレ特番として放送予定=みんなの広場ふれあいホール）
  - 「はりきり体育ノ介」（10月9・10日 公開収録・後日Eテレ左記番組にて放送予定=みんなの広場ふれあいホール）
  - バリアフリーファッションショー「バリコレTOKYO」@Nスポ!2016（10月10日 公開収録・後日Eテレ「バリバラ」にて放送予定=六本木ヒルズアリーナ）
  - 「東京2020 12時間スペシャル➡2020」（10月10日8:15-20:45=中断あり 総合テレビ公開生放送=会場敷地全体）